# Grenzübergang Wartha/Herleshausen

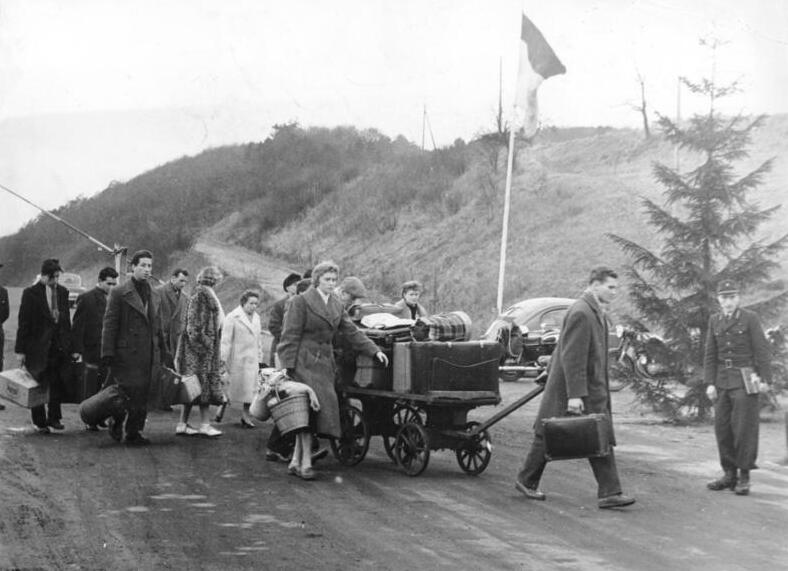
Einreisende in die DDR am Bahnhof Wartha 1958

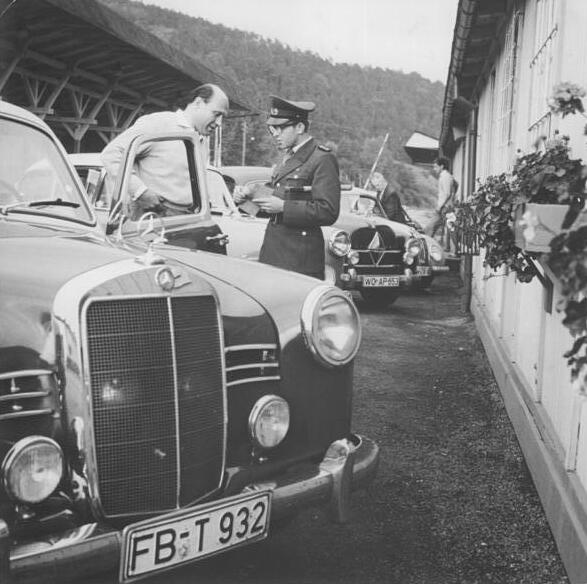
PKW-Abfertigung 1960

Der Grenzübergang Wartha/Herleshausen war einer der wenigen im Straßenverkehr passierbaren Grenzpunkte der innerdeutschen Grenze zwischen der damaligen Deutschen Demokratischen Republik und der damaligen Bundesrepublik Deutschland. Er lag an der Europastraße 40 zwischen den Gemeinden Herleshausen in Hessen und dem thüringischen Wartha. Bis 1984 waren die westdeutsche Kontrollstelle Herleshausen und die ostdeutsche Kontrollstelle Wartha durch eine Landstraße, die spätere Bundesstraße 7a, miteinander verbunden. Ende 1984 wurden beide Kontrollstellen nordwärts an die neu eröffnete Autobahn verlegt, die damals nur auf westdeutscher Seite die Bezeichnung Bundesautobahn 4 (BAB 4) trug.

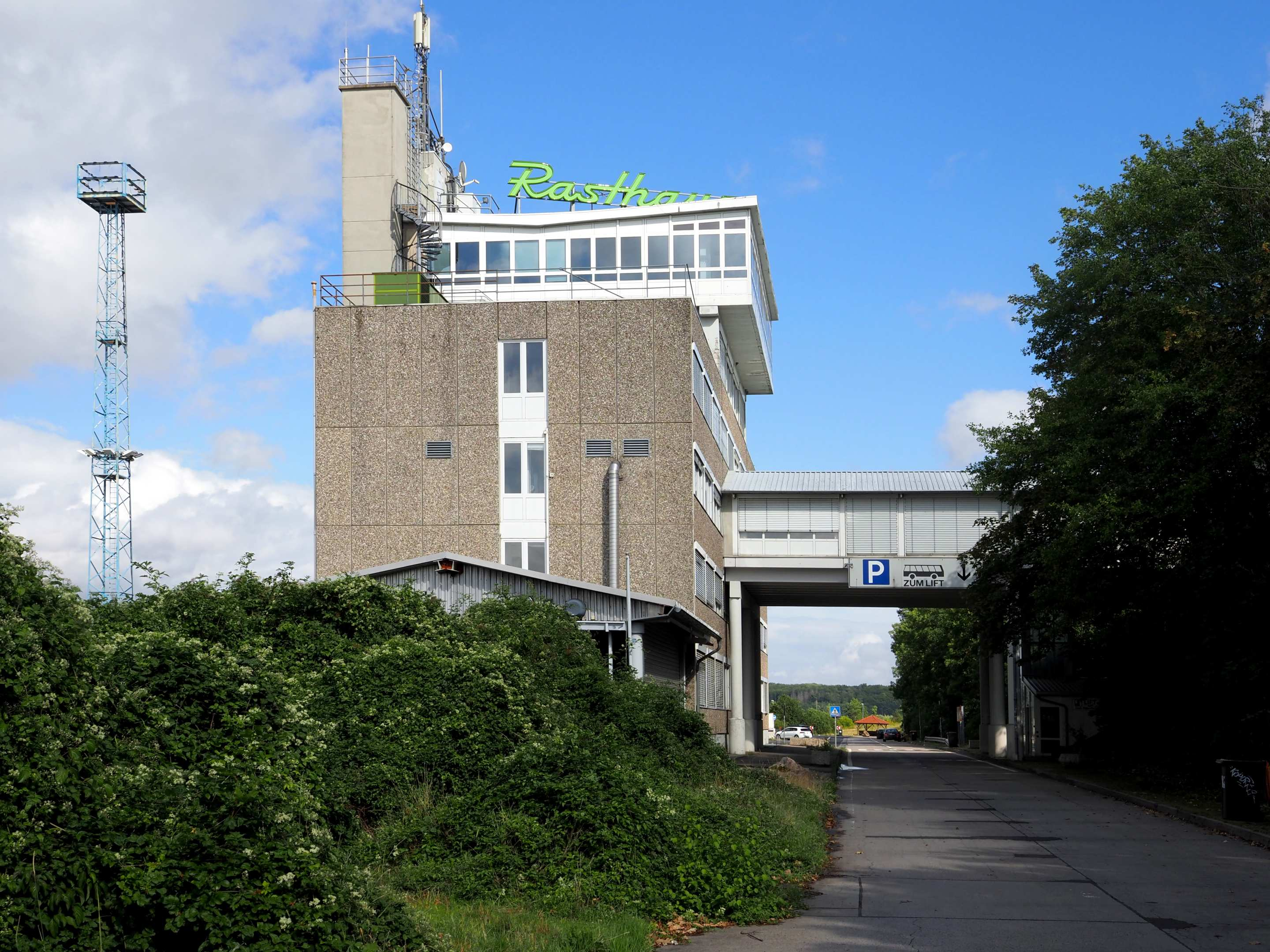
Ehemaliger Führungspunkt des K-GÜST Wartha in der Raststätte 2023, links ein Lichtmast

Heute gehören Teile des Geländes und der Gebäude der von 1984 bis 1990 bestehenden neuen Übergangsstelle Wartha zur Raststätte Eisenach, die sich im ehemaligen Führungspunkt des Kommandos Grenzsicherung der Grenztruppen der DDR (K-GÜST) befindet. Der Wachturm und die ehemalige Zollstelle sind ebenfalls erhalten. Andere Teile gehören zum Gewerbegebiet Krauthausen-Deubachshof. Die frühere neue Kontrollstelle auf hessischer Seite bei Herleshausen wurde bis 2005 ebenfalls als Raststätte betrieben und im Zuge des sechsspurigen Ausbaus der BAB 4 abgerissen. Auf dem Areal wurde ein Parkplatz geschaffen, für die Fahrtrichtung Dresden soll eine neue Raststätte entstehen.

## Geschichte
Die Bestimmung von Wartha/Herleshausen als einzigem Grenzübergang zwischen Hessen und Thüringen geht auf das Jahr 1946 zurück, als sich die amerikanische und die sowjetische Besatzungsmacht auf diesen Ort einigten. Ursprünglich war er allein für den Bahnverkehr auf der Hauptstrecke Eisenach-Bebra bestimmt. Bis 1963 konnte die Grenze am Bahnhof Wartha im Personenverkehr passiert werden, danach diente der Übergang bis 1978 noch dem Güterverkehr. Grenzbahnhof wurde nach 1963 der Bahnhof Gerstungen, die Grenzübergangsstelle (GÜST) am Bahnhof Wartha wurde 1985 durch die DDR demontiert.
Ab 1952 konnte die Grenze im Straßenverkehr über eine parallel zur Bahnlinie verlaufende Landstraße passiert werden. Sie ging jeweils einige Kilometer östlich und westlich der Grenze in die Autobahn über. Auf westdeutscher Seite ist die von Wommen kommende BAB 4 erst 1978 wieder in Betrieb genommen worden. Ab 1973 fand zusätzlich auch der Kleine Grenzverkehr über diese Grenze statt. 1981 wurde hier der DDR-Agent Günter Guillaume ausgetauscht.
1983 wurde auf ostdeutscher Seite mit dem Weiterbau der Autobahn zwischen der Anschlussstelle Eisenach-West und der Grenze begonnen. Mit finanziellen Mitteln der Bundesrepublik Deutschland wurde die Werratalbrücke Hörschel gebaut. Auf Thüringer Seite wurde die neue Grenzübergangsstelle bei Deubachshof eingerichtet, die ab dem 15. Dezember 1984 den Straßenübergang neben dem Bahnhof Wartha ablöste.

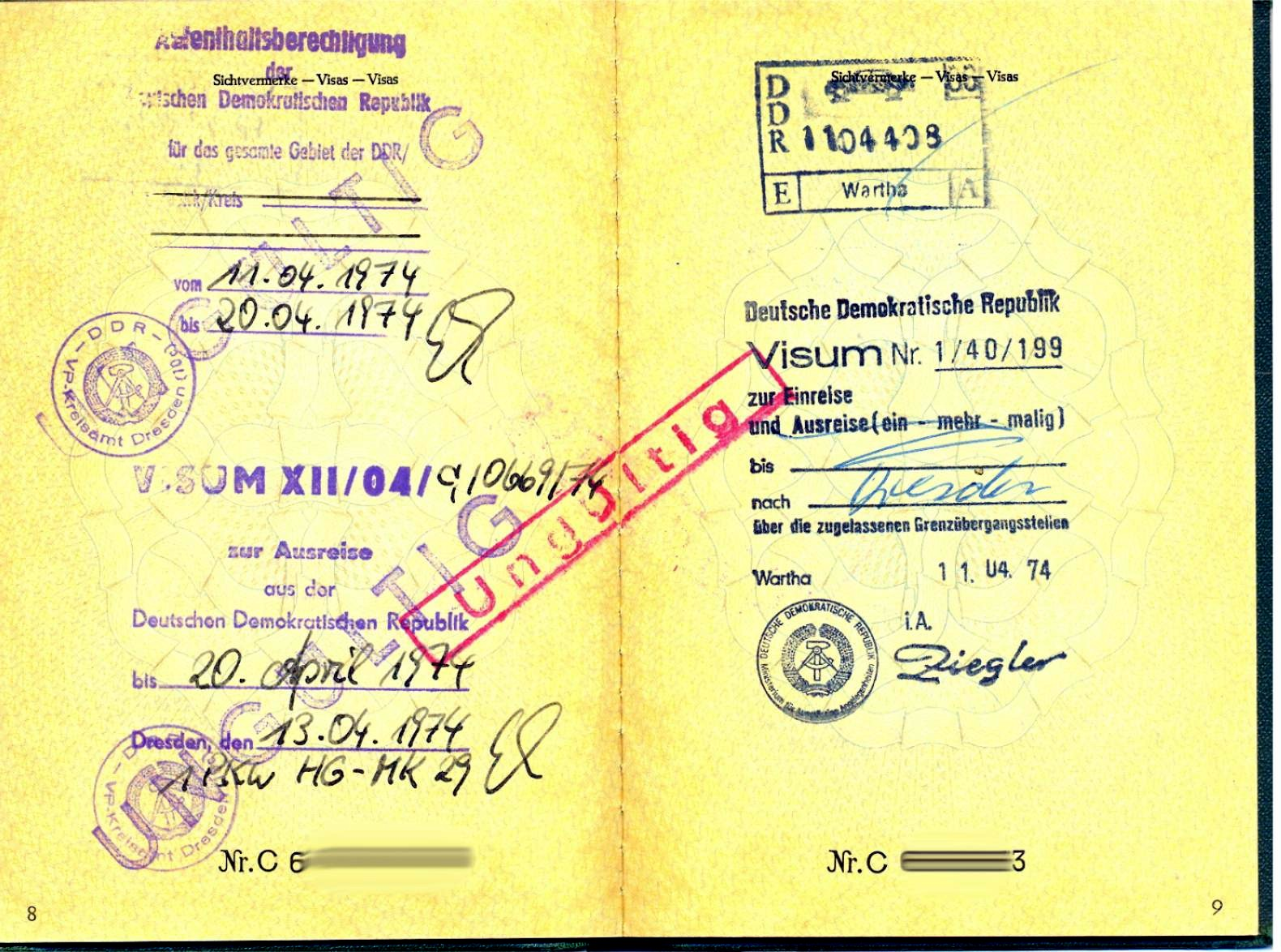
Visum-Stempel der GÜST Wartha, 1970er Jahre
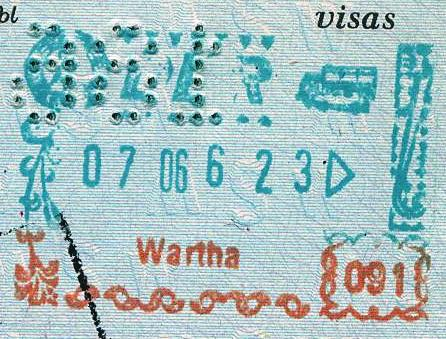
Visum-Stempel Wartha, 1986
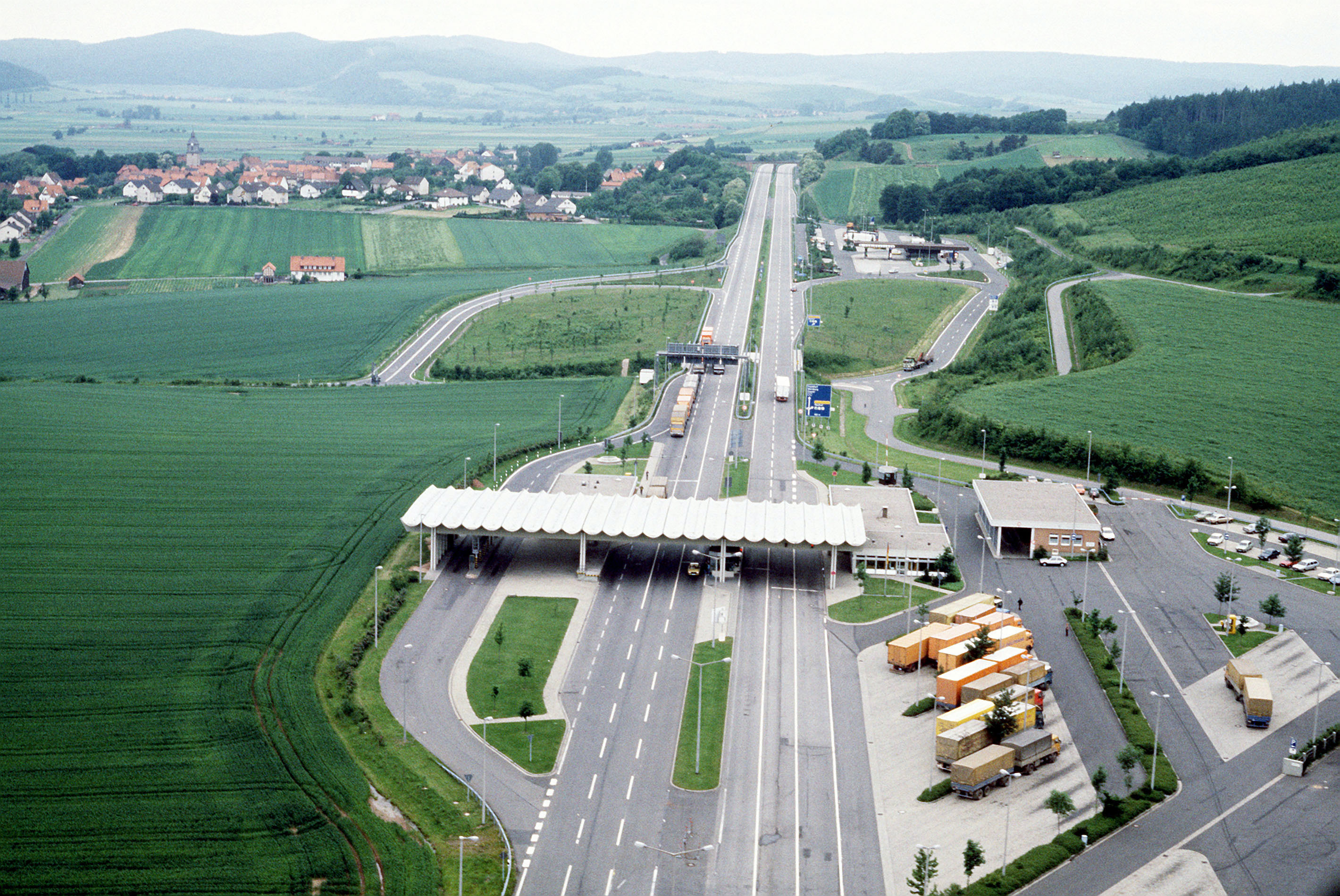
Kontrollstelle auf hessischer Seite im Jahr 1985

## Raststätte Eisenach
Die Raststätte Eisenach liegt auf der Nordseite der BAB 4. Sie steht beiden Fahrtrichtungen zur Verfügung und hat zwei voneinander getrennte Tankstellen mit zeitweise fünf gastronomischen Einrichtungen. Sie sind über Verbindungskurven und einen Fußweg miteinander verbunden. 1996 verkaufte die Bundesrepublik Deutschland das Gelände an die heutige Betreiberin. Nach deren Angaben handelt es sich um die größte Autobahnraststätte in Deutschland, in die sie rund 20 Millionen Euro investiert habe, um sie in ihren heutigen Zustand zu versetzen.